# ان‌اچ‌کی اسپرینگ
ان‌اچ‌کی اسپرینگ (انگلیسی: NHK Spring Company) شرکت خودروسازی ژاپنی است، که در سال ۱۹۳۹ تأسیس شد.